# More Hot Rocks (Big Hits & Fazed Cookies)
More Hot Rocks (Big Hits & Fazed Cookies) is een compilatiealbum van The Rolling Stones. In de Verenigde Staten kwam het uit in 1972, in het Verenigd Koninkrijk in 1990.
In augustus 2002 werd het album geremasterd, herdrukt en werd een sacd-Digi-pack, vervaardigd door ABKCO Records (drie extra bonusnummers werden toegevoegd).

## Nummers
- Alle nummers zijn geschreven door Mick Jagger en Keith Richards tenzij anders aangegeven. De bonusnummers zijn aangegeven door een asterisk (*).

### Disc één
1. Tell Me – 3:48
2. Not Fade Away (Buddy Holly/Norman Petty) – 1:48
3. The Last Time – 3:41
4. It's All Over Now (Bobby Womack/Shirley Jean Womack) – 3:27
5. Good Times, Bad Times – 2:30
6. I'm Free – 2:24
7. Out of Time – 3:42
8. Lady Jane – 3:08
9. Sittin' On A Fence – 3:03
10. Have You Seen Your Mother, Baby, Standing in the Shadow? – 2:35
11. Dandelion – 3:32
12. We Love You – 4:22

### Disc twee
1. She's a Rainbow – 4:12
2. 2000 Light Years from Home – 4:45
3. Child of the Moon – 3:10
4. No Expectations – 3:56
5. Let It Bleed – 5:28
6. What to Do – 2:33
7. Fortune Teller (Naomi Neville) – 2:18
8. Poison Ivy (versie 1) (Jerry Leiber/Mike Stoller) – 2:34
9. Everybody Needs Somebody to Love* (Solomon Burke/Jerry Wexler/Bert Russell) – 5:03
10. Come On (Chuck Berry) – 1:48
11. Money (That's What I Want) (Berry Gordy Jr./Janie Bradford) – 2:32
12. Bye Bye Johnny (Chuck Berry) – 2:10
13. Poison Ivy (versie 2)* (Leiber/Stoller) – 2:06
14. I've Been Loving You Too Long* (Otis Redding/Jerry Butler) – 2:54
15. I Can't Be Satisfied (McKinley Morganfield) – 3:28
16. Long Long While – 3:01

## Hitlijsten
| Year | Chart                | Position |
| ---- | -------------------- | -------- |
| 1973 | Billboard Pop Albums | 9        |